# Mina Watanabe
Mina Watanabe –en japonés, 渡邉 美奈, Watanabe Mina– (Mito, 16 de septiembre de 1985) es una deportista japonesa que compitió en judo. Ganó una medalla de bronce en el Campeonato Mundial de Judo de 2009, y una medalla de oro en el Campeonato Asiático de Judo de 2005.

## Palmarés internacional
| Campeonato Mundial  | Campeonato Mundial      | Campeonato Mundial | Campeonato Mundial |
| Año                 | Lugar                   | Medalla            | Categoría          |
| ------------------- | ----------------------- | ------------------ | ------------------ |
| 2009                | Róterdam (Países Bajos) | Medalla de bronce  | –70 kg             |
| Campeonato Asiático |                         |                    |                    |
| Año                 | Lugar                   | Medalla            | Categoría          |
| 2005                | Taskent (Uzbekistán)    | Medalla de oro     | –70 kg             |